# Bashkimi
Bashkimi (Nederlands: Unie), was van 1945 tot 1991 de benaming van de door het Democratisch Front in Albanië uitgegeven krant. Bashkimi was een veelgelezen krant, maar de oplage van Zëri i Popullit ("Stem van het Volk"), de partijkrant van de communistische Albanese Partij van de Arbeid (Partia e Punës e Shqipërisë) was veel hoger.